# Обертасов
Обертасов (укр. Обертасів) — село в Золочевской городской общине Золочевского района Львовской области Украины.
Население по переписи 2001 года составляло 83 человека. Занимает площадь 0,68 км². Почтовый индекс — 80716. Телефонный код — 3265.